# Emilia de Rodat
Emilia de Rodat (ur. 6 września 1787, zm. 19 września 1852) – francuska zakonnica, święta Kościoła katolickiego.
Wspomnienie świętej przypada 19 września.

## Życiorys
Urodziła się 6 września 1787 r. na zamku w Druelle niedaleko Rodez. Pochodziła z rodziny arystokratycznej. Wychowywała ją babcia, do której kilka lat po narodzeniu została odesłana. Powodem decyzji rodziców była panująca we Francji rewolucja.
W posiadłości jej babci schronienie znalazła wizytka, która zapoznaje Emilię z literaturą religijną. W 1804 r. Emilia podjęła decyzję o oddaniu swojego majątku ziemskiego i poświęcenia się służbie Bogu. Wstąpiła wówczas do zgromadzenia szarytek, następnie do zgromadzenia sióstr Miłosierdzia, a także do zgromadzenia adoratorek, jednak w żadnym z nich nie pozostała.
W 1815 r. została natchniona do podjęcia nowej inicjatywy duchowej, która pozwoli jej spełnić swoje powołanie. Razem z trzema młodymi dziewczynami poświęciła się nauce ubogich dzieci. Założyła fundację, której członkinie poświęcały się opiece nad najmłodszymi, a także założyła 38 instytucji. Po czasie zostały one przekształcone w zgromadzenie Sióstr Świętej Rodziny w Villefranche. W 1817 r. siostry złożyły śluby zakonne. W 1834 r. de Rodat wprowadziła podziału na dwie gałęzie: kontemplacyjną (prowadzenie nieustannej modlitwy wstawienniczej) i czynną (prowadzenie placówek oświaty i dzieł dobroczynnych).
Zmarła 19 września 1852 roku mając 65 lat w opinii świętości.
Została beatyfikowana przez papieża Piusa XII w dniu 9 czerwca 1940 roku, a kanonizowana również przez Piusa XII w dniu 23 kwietnia 1950 roku.